# أوبسيليا عراقية
أوبسيليا عراقية (Opsilia irakensis) هو نوع من الخنافس من عائلة الخنفساء طويلة القرن ويعود موطنها الأصلي إلى العراق.